# Ain't No Way
«Ain't No Way» es una canción de la cantautora Carolyn Franklin y fue cantada por su hermana mayor Aretha Franklin, siendo el Lado A del sencillo de 1968, (Sweet Sweet Baby) Since You've Been Gone.

## Historia
Escrito por Carolyn Franklin, su hermana Aretha Franklin recordó su canción y la puso en el tan aclamado álbum Lady Soul. Fue lanzado junto al Lado B del hit N.º 5, "(Sweet Sweet Baby) Since You've Been Gone", the song peaked at #16 on the Billboard Hot 100 and #9 on the Billboard R&B Singles Chart in 1968. Carolyn Franklin y su hermana mayor Erma Franklin, la cantaron como coro de fondo en la canción, como lo hizo la gran cantante Cissy Houston.

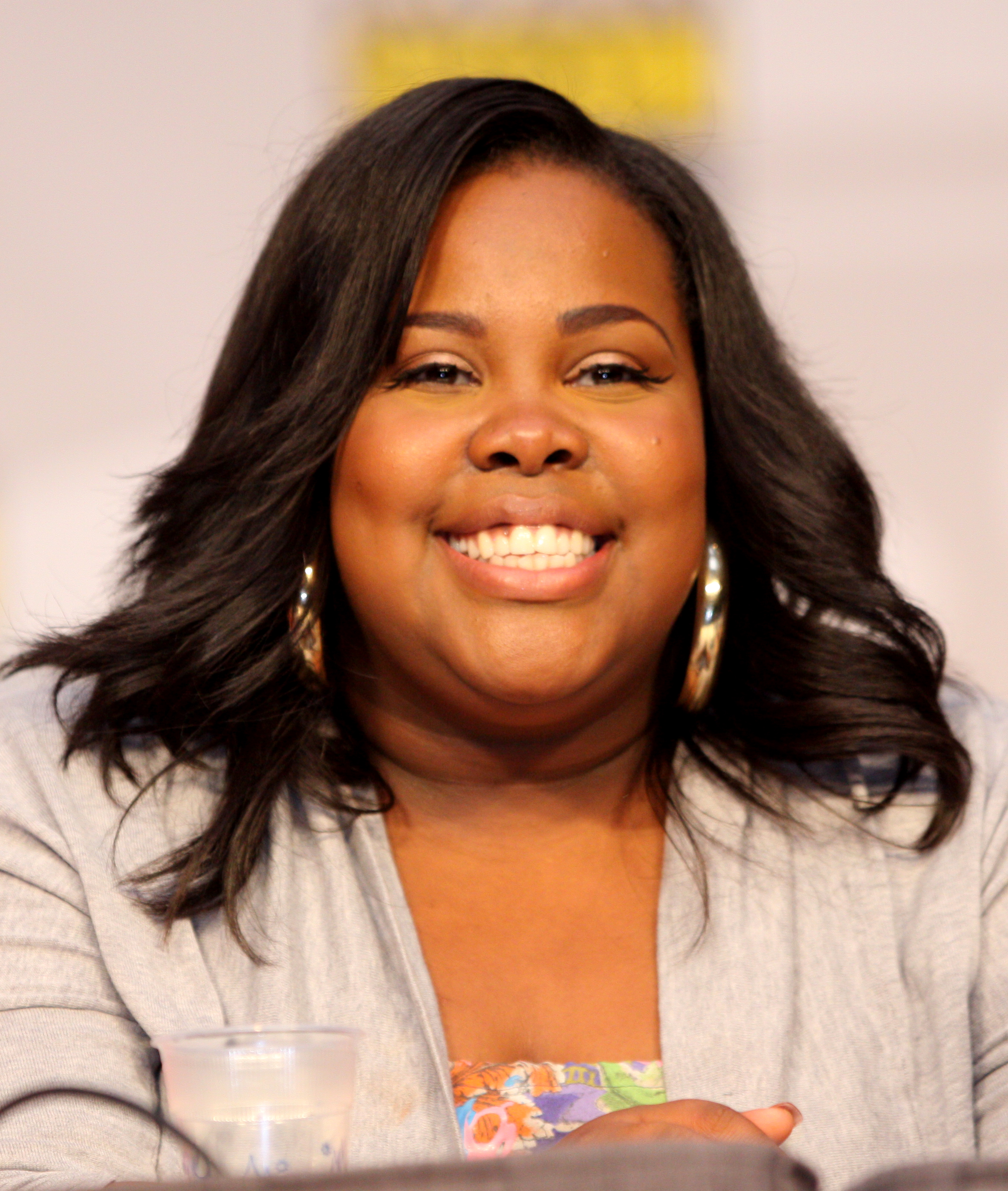
Amber Riley cantó la canción en la serie Glee

## Versiones
La versión original de Aretha Franklin está compuesta por:
- Aretha Franklin es la Solista
- Erma Franklin, Carolyn Franklin y Cissy Houston son el Coro
- Jerry Wexleres el Productor

La serie de televisión Glee versionó esta canción, la cual fue interpretada por la actriz y cantante afroamericana Amber Riley, que interpreta a su personaje Mercedes Jones, una estudiante que desea convertirse en una diva y su mayor exponente de la música es Aretha Franklin.
En 2015 la cantante Demi Lovato hizo un cover de la canción.
- Datos: Q2071065